# Sławków (gromada)
Sławków – dawna gromada, czyli najmniejsza jednostka podziału terytorialnego Polskiej Rzeczypospolitej Ludowej w latach 1954–1972.
Gromady, z gromadzkimi radami narodowymi (GRN) jako organami władzy najniższego stopnia na wsi, funkcjonowały od reformy reorganizującej administrację wiejską przeprowadzonej jesienią 1954 do momentu ich zniesienia z dniem 1 stycznia 1973, tym samym wypierając organizację gminną w latach 1954–1972.
Gromadę Sławków z siedzibą GRN w Sławkowie (wówczas wsi) utworzono – jako jedną z 8759 gromad na obszarze Polski – w powiecie olkuskim w woj. krakowskim, na mocy uchwały nr 28/IV/54 WRN w Krakowie z dnia 6 października 1954. W skład jednostki weszły obszary dotychczasowych gromad Sławków, Kozioł i Korzeniec ze zniesionej gminy Sławków oraz przysiółek Komora z dotychczasowej gromady Krzykawka ze zniesionej gminy Bolesław w tymże powiecie.
13 listopada 1954, po pięciu tygodniach, gromadę Sławków zniesiono w związku z nadaniem jej statusu osiedla, dla którego ustalono 27 członków osiedlowej rady narodowej.
Utracone w 1870 roku prawa miejskie Sławków odzyskał 1 stycznia 1958, 1 lutego 1977 został włączony do Dąbrowy Górniczej, a od 15 marca 1984 jest znów samodzielnym miastem.